# Ultima Cena (Maestro dell'Albero della Vita)
L'Ultima Cena è un dipinto ad affresco ospitato nel transetto di sinistra della basilica di Santa Maria Maggiore di Bergamo eseguito dall'artista conosciuto come il Maestro dell'Albero della Vita.

## Storia
La mancanza di informazioni e documentazioni hanno portato l'opera, e quelle poste sulla parete a sud della basilica e sulla parete del transetto di destra rispetto alla zona presbiteriale, della basilica mariana di Bergamo, con una datazione intorno al terzo e quarto decennio del XIV secolo per opera di quell'artista che è stato presente sul territorio di Bergamo e della bergamasca ed è maggiormente conosciuto per il grande dipinto a fresco presente nella parete del transetto sinistro raffigurante l'Maestro dell'Albero della Vita per alcune caratteristiche di carattere psicologico, dipinto che diventerà anche il nome con cui viene conosciuto. La chiesa era stata modificata a opera di Giovanni da Campione tra il 1351 e il 1353 con la creazione del protiro a sud, mentre il dipinto sarebbe databile intorno al 1347, mentre la chiesa conserva dipinti precedenti opera del Maestro del 1336.
La chiesa trecentesca era stata oggetto di un importante rifacimento nel Cinquecento a opera di Pellegrino Tibaldi, e la parete coperta, per essere riscoperta solo nel 1944 duranti i restauri a opera di Arturo Cividini e dallo studio di questo recupero la critica e storica Roberta Pellati.
I dipinti furono coperti sotto la direzione di Pellegrino Tebaldi, e citati per la prima volta nel 1944 da Salvatore Tancredi nel 1944 che li ritiene lavori del XII secolo, invece Luigi Angelini li ritiene lavori del Trecento, e la raffigurazione del riquadro dell'Ultima Cena, di epoca successiva a quella presente nell'Abbazia di Viboldone: «L'atteggiamento delle figure, la linearità del segno, la tonalità delle carnagioni e delle vesti».

## Descrizione e stile

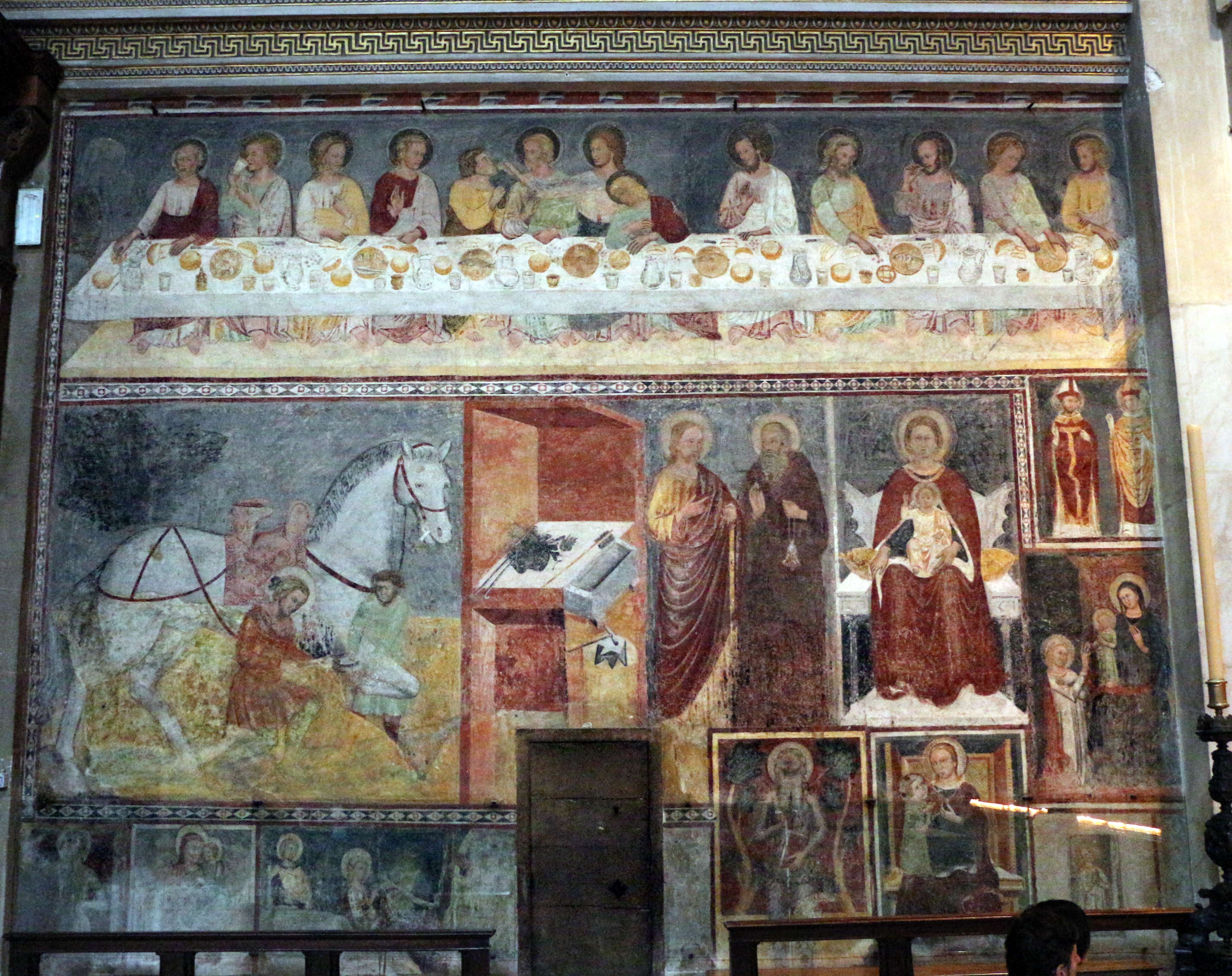
Ultima cena e affreschi del transetto a destra del presbiterio

Il dipinto è posto nella parte più a settentrione della parete a destra del presbiterio e raffigura l'ultima cena, raccontando quale doveva essere il pensiero e lo stupore dei presenti al banchetto nell'attimo in cui viene annunciato da Gesù, che uno dei presenti lo aveva tradito. Nel rivelare il fatto, Cristo porge un pezzo di pane al traditore. Gli apostoli sono posti intorno a una tavola dalla forma rettangolare, imbandita con le stoviglie, il pane, bicchieri per il vino spicchi di limone e ciliegie. Il solo discepolo che non ha l'aureola è Giuda che regge una borsa di denari, e a cui ilSalvatore porge il pezzo di pane. Tra i due personaggi è raffigurato san Pietro, e san Giovanni è presente appoggiato al corpo petto di Cristo.
L'affresco termina con una serie di mensole, alcune delle quali coperte dagli stucchi secenteschi, mentre lateralmente la cornice è affrescata con disegni geometrici. 
L'affresco è completo di altri immagini sempre inseriti in questa cornice che rendono unico l'affresco nel periodo e nel suo autore. Nel lato sinistro inferiore la raffigurazione di Sant'Eligio che ferra un cavallo. Il santo è raffigurato nel gesto di maniscalco aiutato da un garzone, e a destra la sua bottega, dove è raffigurato il banco di lavoro, un'incudine, un martello e diversi attrezzi tutti inerenti al lavoro di maniscalco (280x360). Segue la raffigurazione di un santo identificato in San Giacomo maggiore affiancato da sant'Antonio abate (220x110). La sezione termina con la Madonna in trono col Bambino benedicente (220x115). 
La sezione posta nella parte inferiore raffigura Matrimonio mistico di Santa Caterina d'Alessandria (90x115). Vi sono inoltre frammenti di un santo in trono, di una crocifissione, un santo vescovo, forse identificato in san Giovanni.
La narrazione pittorica, e lo studio psicologico dei diversi personaggi dell'ultima cena, hanno molte assonanze con i personaggi presenti nell'affresco dell'Albero della Vita.